# David Sánchez
David Sánchez Muñoz (ur. 20 kwietnia 1978 w Zamorze) – hiszpański tenisista.
Nie jest spokrewniony z Javierem Sánchezem i Emiliem Sánchezem, również tenisistami.

## Kariera tenisowa
Karierę tenisową Sánchez rozpoczął w 1997 roku. W swoim dorobku ma 2 triumfy rangi ATP World Tour w grze pojedynczej. Oba zwycięstwa odniósł w roku 2003, najpierw w Viña del Mar, a potem w Bukareszcie.
Najwyżej sklasyfikowany w rankingu singlistów był na 41. miejscu pod koniec lutego 2003 roku.

### Finały w turniejach ATP World Tour
| Legenda                                      |
| -------------------------------------------- |
| Wielki Szlem                                 |
| Igrzyska olimpijskie                         |
| Tennis Masters Cup / ATP Finals              |
| ATP Masters Series / ATP Tour Masters 1000   |
| ATP International Series Gold / ATP Tour 500 |
| ATP International Series / ATP Tour 250      |

#### Gra pojedyncza (2–0)
| Końcowy wynik | Nr | Data             | Turniej      | Nawierzchnia | Przeciwnik    | Wynik finału  |
| ------------- | -- | ---------------- | ------------ | ------------ | ------------- | ------------- |
| Zwycięzca     | 1. | 16 lutego 2003   | Viña del Mar | Ceglana      | Marcelo Ríos  | 1:6, 6:3, 6:3 |
| Zwycięzca     | 2. | 14 września 2003 | Bukareszt    | Ceglana      | Nicolás Massú | 6:2, 6:2      |